# Църновце (община Търговище)
Вижте пояснителната страница за други значения на Църновце.
Църновце или Църновци (на сръбски: Црновце или Crnovce) е село в община Търговище, Пчински окръг, Сърбия.

## История
В края на XIX век Църновце е село в Прешевска кааза на Османската империя. Според патриаршеския митрополит Фирмилиан в 1902 година в Църновце има 64 сръбски патриаршистки къщи.
По данни на секретаря на Българската екзархия Димитър Мишев („La Macédoine et sa Population Chrétienne“) в 1905 година в Църновци (Tzirnovtzi) има 480 българи патриаршисти гъркомани.
В 2002 година в селото живеят 135 сърби и 1 хърватин.

## Население
- 1948- 483
- 1953- 495
- 1961- 411
- 1971- 390
- 1981- 283
- 1991- 186
- 2002- 136